# 소닉 & 너클즈
소닉 앤 너클즈 또는 소닉 & 너클즈(Sonic & Knuckles 소닉 & 너클스[*])는 소닉 팀이 개발하고 세가에서 배포한 1994년 메가 드라이브비디오 게임이다. 1994년 10월 18일에 발매되어, 소닉 더 헤지호그 (시리즈)의 네번째 작품이자 동종의 기기로 1993년 발매된 소닉 더 헤지호그 3 시리즈의 직속 후속작으로 거듭났다. 이전작의 스토리를 받아, 소닉 더 헤지호그 (캐릭터)는 닥터 에그맨의 흉악한 계획을 막으려 하고, 너클즈 디 에키드나는 로보트닉의 졸개인 에그로보를 쫓는데 중점을 맞춘다.
소닉 앤 너클즈의 개발은 1992년 발매된 소닉 더 헤지호그 2 이후 시작되었으며, 초기에는 소닉 더 헤지호그 3과 한 팩에 넣으려는 기획이 있었다. 하지만, 슈퍼 패미컴과의 경쟁에 필요한 시간적 여유 부족과 가격 문제 때문에, 세가는 이 계획을 취소하고 둘로 나누어 출시하는 방식으로 이를 대체했다. 소닉 앤 너클즈는 소닉 더 헤지호그 2와 소닉 더 헤지호그 3와의 "록-온 기술"을 이용하여 각 게임의 데이터를 가지고 오는 기능을 가지고 있다.
소닉 & 너클즈는 긍정적인 리뷰들을 받았으며, 특히 록-온 기술과 이전작과의 호환성에 대해 찬사를 받았다. 이로 인해 여러 가지 합팩인 소닉 앤 너클즈 컬렉션과 디지털 플랫폼으로 출시되었는데, 이 중에는 엑스박스 라이브 아케이드나 버추얼 콘솔, 스팀이 있다.

## 이야기
소닉&너클즈의 이야기는 소닉 더 헤지호그 3에서 이어오는 데, 소닉과의 결투에서 패배한 닥터 로보트닉이 플로팅 아일랜드의 라바 리프 존의 크레이터에 꽂히면서 이 섬의 주 원료인 마스터 에메랄드를 훔치려 한다. 이에 로보트닉은 너클즈 디 에키드나를 속여 소닉을 따돌리고자 한다. 한편 소닉을 따돌린 닥터 로보트닉은 마스터 에메랄드를 지키려는 너클즈 디 에키드나를 전기충격으로 일시적 승리를 거두지만, 둠스데이 존에서 하이퍼 소닉을 만나면서 다시 패배하고 만다.
이 일이 일어난지 얼마 있지 않고, 너클즈는 동물 친구들과 노는 사이 닥터 로보트닉이 보낸 로봇 에그로보에게서 공격을 받고, 자신만의 여행을 떠나면서 마스터 에메랄드를 노리는 메탈 소닉의 거대화 메카 소닉을 무찌른다.

## 평가
| 평가 |                 |
| --- | --------------- |
| 평론 점수 평론사 점수 올게임 (Genesis) [ 1 ] EGM (Genesis) [ 2 ] 패미츠 30/40 (Genesis) [ 3 ] 게임프로 (Genesis) [ 4 ] IGN 9/10 (Wii) [ 5 ] 닌텐도 라이프 8/10 (Wii) [ 6 ] Sega Power 90% (Genesis) [ 7 ] Sega Magazine 92% (Genesis) [ 8 ] |                 |
| 평론 점수 |                 |
| 평론사 | 점수            |
| 올게임 | (Genesis)       |
| EGM | (Genesis)       |
| 패미츠 | 30/40 (Genesis) |
| 게임프로 | (Genesis)       |
| IGN | 9/10 (Wii)      |
| 닌텐도 라이프 | 8/10 (Wii)      |
| Sega Power | 90% (Genesis)   |
| Sega Magazine | 92% (Genesis)   |